# Triaenodes bicolor
Triaenodes bicolor är en nattsländeart som först beskrevs av Curtis 1834.  Triaenodes bicolor ingår i släktet Triaenodes och familjen långhornssländor. Arten är reproducerande i Sverige. Inga underarter finns listade i Catalogue of Life.

## Bildgalleri

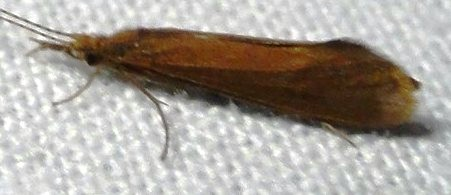